# القوة البرية لجيش الجمهورية الإسلامية الإيرانية
القوة البرية لجيش الجمهورية الإسلامية الإيرانية (بالفارسیة: نیروی زمینی ارتش جمهوری اسلامی ایران) هي أعظم قوة في القوات المسلحة الإيرانية وقائدها الحالي هو العميد كيومرث حيدري. 
"في عام 2007،تم تقدير أن الجيش الإيراني النظامي لديه 350,000 موظف (220,000 المجندين و 130,000 المحترفين) بالإضافة إلى حوالي 350,000 احتياطي لمجموعه 700,000 جندي وفقا لمركز الدراسات الاستراتيجية والدولية. المجندين يخدمون لمدة 21 شهرا ويتمتعون من  تدريب عسكري محترف.

## قيادة
القائد الحالي للقوة البرية لجيش الجمهورية الإسلامية هو العميد كيومرث حيدري الذي تم تعيينه لهذا المنصب في 19 نوفمبر 2016 عبر حكم القائد العام للقوات المسلحة الإيرانية علي خامنئي.